# 碳酸氢镁
碳酸氢镁（英語：Magnesium hydrogencarbonate 或 Magnesium bicarbonate），化学式Mg(HCO3)2， 是镁的碳酸氢盐。它可以通过碳酸稀溶液（如碳酸水）和氢氧化镁（镁乳）的反应生成。
碳酸氢镁可通过乙酸镁与碳酸氢钠合成制备：
Mg(CH
3COO)
2 + 2 NaHCO
3  →  Mg(HCO
3)
2 + 2 CH
3COONa
碳酸氢镁仅存在于水溶液中。镁不会像锂一样形成固体碳酸氢盐。 用加压二氧化碳处理氢氧化镁悬浮液，可以产生碳酸氢镁溶液：
Mg(OH)2 + 2 CO2 → Mg(HCO3)2
干燥所得溶液会导致碳酸氢镁分解，产生碳酸镁、二氧化碳和水：
Mg2+ + 2 HCO3− → MgCO3 + CO2 + H2O